# BYD Atto 2

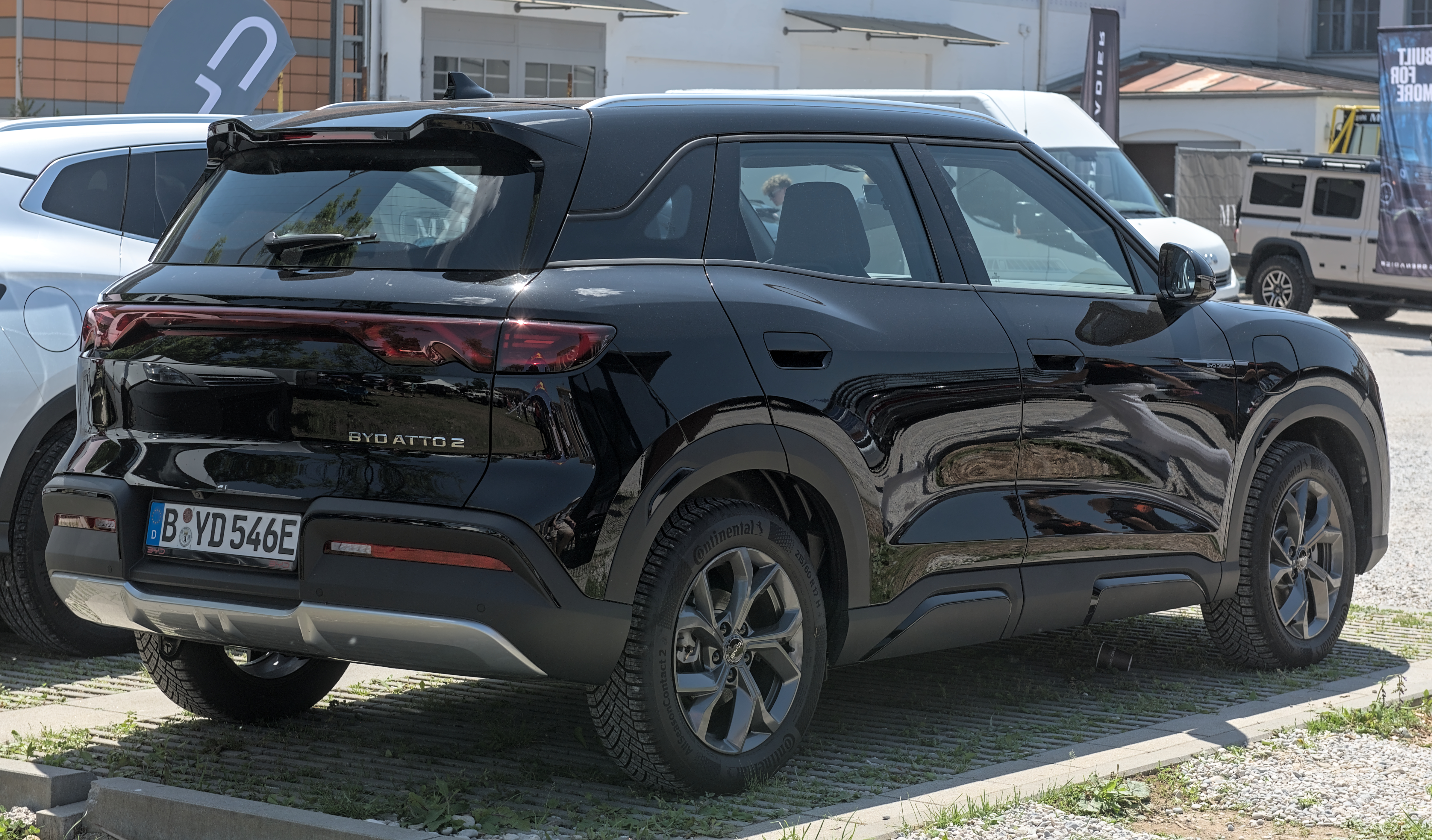
Heckansicht

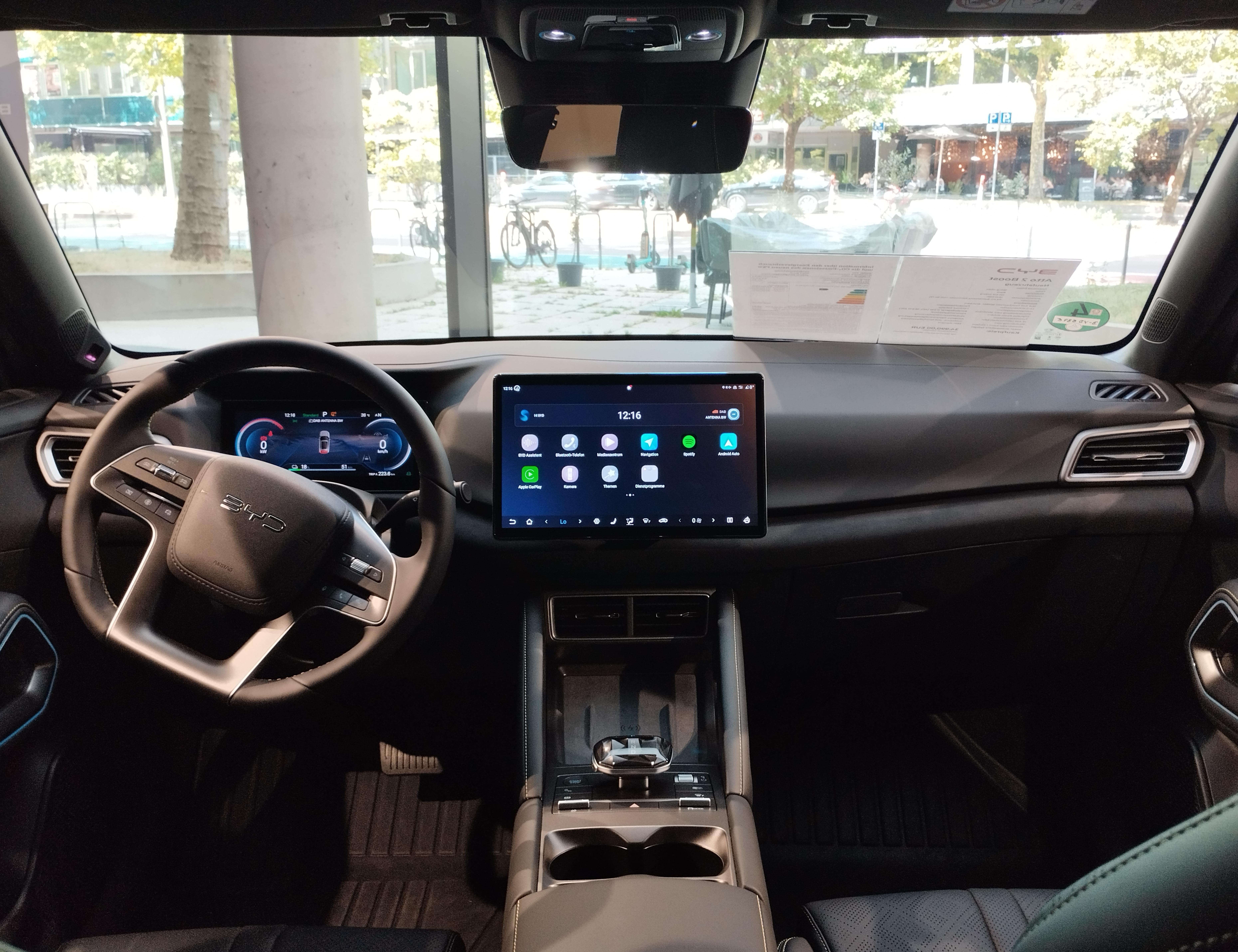
Innenansicht

Der BYD Atto 2 (in China BYD Yuan Up) ist ein batterieelektrisch angetriebenes Kompakt-SUV des chinesischen Automobilherstellers BYD Auto, das in der Modellpalette des Herstellers unterhalb des Atto 3 positioniert ist.

## Geschichte
Erste Bilder des Fahrzeugs veröffentlichte BYD im Februar 2024. Einen Monat später kam es als Yuan Up auf dem chinesischen Heimatmarkt in den Handel. Als Konkurrenzmodelle werden hier unter anderem der Baojun Yep, der Lynk & Co 06 und der Neta Aya genannt. Die Europaversion der Baureihe wurde erstmals auf dem Brüsseler Autosalon im Januar 2025 vorgestellt. Der Verkauf begann hier als Atto 2 im März 2025. Es werden die Ausstattungslinien Active und Boost angeboten.

## Technik

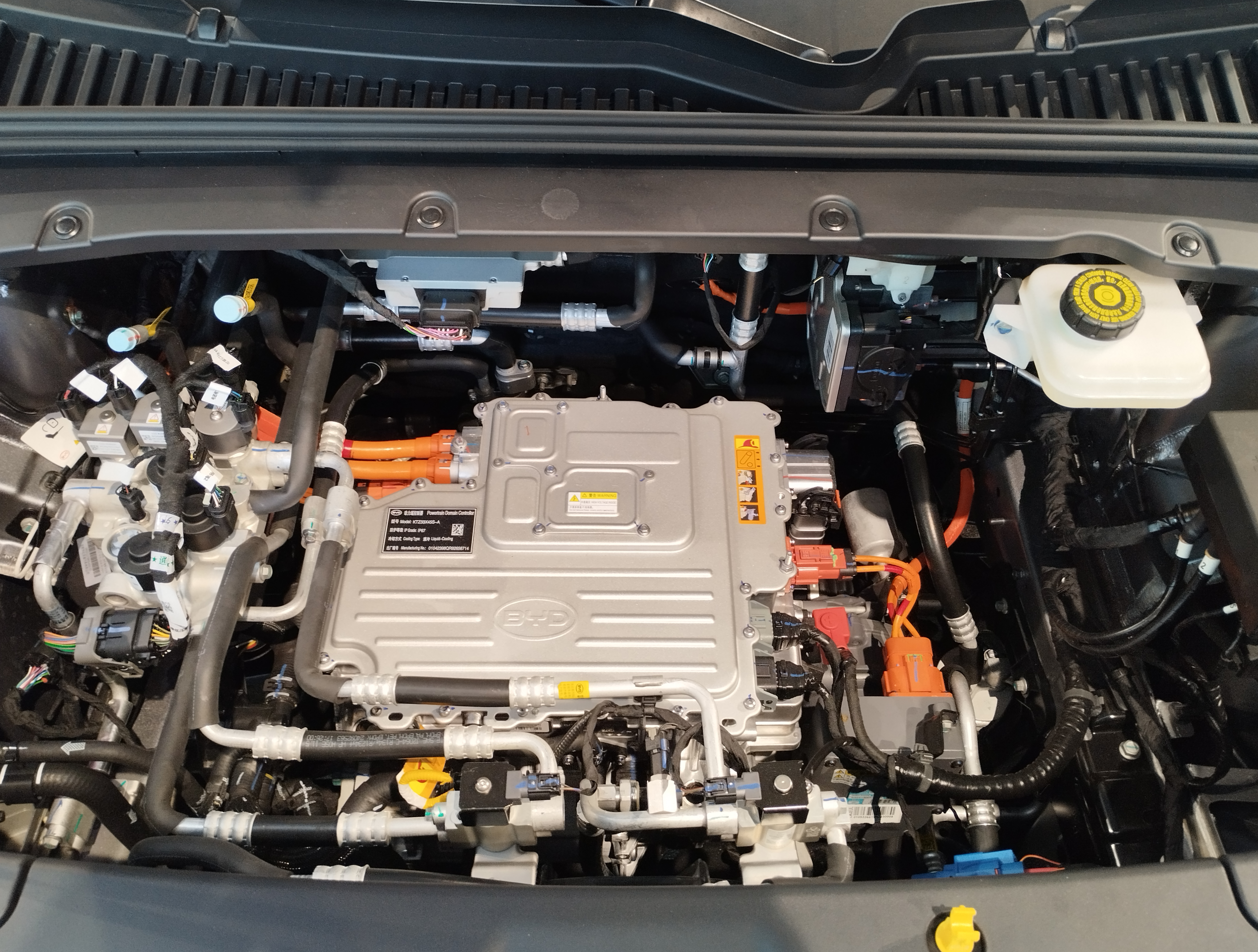
Motorraum

Das 4,31 Meter lange Fahrzeug hat einen Radstand von 2,62 Meter und basiert auf der vom Hersteller als „e-Platform 3.0“ bezeichneten Elektroauto-Architektur. Es nutzt die Blade Batterie, die nach dem Cell-to-Pack-Verfahren eingebaut wird. Der Kofferraum fasst 400 Liter. Werden die Rücksitze umgeklappt, sind es maximal 1340 Liter. Ein Panoramadach gehört zur Serienausstattung.
In China stand für den Yuan Up zum Marktstart eine Version mit einem 32-kWh-LFP-Akkumulator und eine Version mit einem 45-kWh-LFP-Akku zur Wahl. In Europa gibt es nur die größere Batterie. Die Leistung beim Gleichstromladen kann bis zu 65 kW betragen. Die maximale Antriebsleistung liegt bei 70 kW (95 PS) für den kleinen Akku bzw. 130 kW (177 PS) für den großen Akku. Die Version mit dem großen Akku erreicht eine Höchstgeschwindigkeit von 160 km/h. Für Herbst 2025 ist in Europa außerdem noch eine Batterie mit einem Energieinhalt von rund 60 kWh angekündigt.
Das SUV hat vorne MacPherson-Federbeine und hinten eine Verbundlenkerachse.

## Technische Daten
|                                       | Yuan Up                                 | Yuan Up                                 | Yuan Up (1)                             |
| ------------------------------------- | --------------------------------------- | --------------------------------------- | --------------------------------------- |
| Bauzeitraum                           | seit 03/2024                            | seit 03/2024                            | seit 03/2024                            |
| Motorkenndaten                        |                                         |                                         |                                         |
| Motorart                              | Permanentmagnet-Synchronmotor           | Permanentmagnet-Synchronmotor           | Permanentmagnet-Synchronmotor           |
| max. Leistung                         | 70 kW (95 PS)                           | 70 kW (95 PS)                           | 130 kW (177 PS)                         |
| max. Drehmoment                       | 180 Nm                                  | 180 Nm                                  | 290 Nm                                  |
| Kraftübertragung                      |                                         |                                         |                                         |
| Antrieb                               | Vorderradantrieb                        | Vorderradantrieb                        | Vorderradantrieb                        |
| Getriebe                              | Festes Übersetzungsverhältnis           | Festes Übersetzungsverhältnis           | Festes Übersetzungsverhältnis           |
| Antriebsbatterie                      |                                         |                                         |                                         |
| Zellchemie                            | Lithium-Eisenphosphat-Akkumulator (LFP) | Lithium-Eisenphosphat-Akkumulator (LFP) | Lithium-Eisenphosphat-Akkumulator (LFP) |
| Energieinhalt                         | 32,0 kWh                                | 45,1 kWh                                | 45,1 kWh                                |
| Messwerte                             |                                         |                                         |                                         |
| Höchstgeschwindigkeit                 | 150 km/h                                | 160 km/h                                | 160 km/h                                |
| Beschleunigung, 0–100 km/h            | 12,0 s                                  | 12,9 s                                  | 7,9 s                                   |
| Energieverbrauch auf 100 km nach CLTC | 12,0 kWh                                | 12,2 kWh                                | 12,2 kWh                                |
| Energieverbrauch auf 100 km nach WLTP | k. A.                                   | k. A.                                   | 16,0 kWh                                |
| Reichweite nach CLTC                  | 301 km                                  | 401 km                                  | 401 km                                  |
| Reichweite nach WLTP                  | k. A.                                   | k. A.                                   | 312 km                                  |

## Zulassungszahlen in Deutschland
Im ersten Verkaufshalbjahr wurden in Deutschland insgesamt 670 BYD Atto 2 neu zugelassen.
| 670 \| \| |
|           |

|  |

| 670 \| \| |
|           |

|  |

| 670 \| \| |
|           |

|  |

| 670 \| \| |
|           |

|  |

| 670 \| \| |
|           |

|  |

| 670 \| \| |
|           |

|  |

| 670 \| \| |
|           |

|  |

| 670 \| \| |
|           |

|  |

|  | Elektro |

|  | Elektro |